# Hopea subalata
Espèce
Statut de conservation UICN

 CR B1ab(i,ii,iii,v)+2ab(i,ii,iii,v); C2a(i) : 
En danger critique
Hopea subalata est une espèce de plantes de la famille des Dipterocarpaceae.

## Publication originale
- Gardens' Bulletin, Straits Settlements 10: 339. 1939.